# Sanjaya Malakar
Sanjaya Joseph Malakar, född den 10 september 1989, är en amerikansk sångare, som medverkade i den sjätte säsongen av American Idol (2007). Han kom på sjunde plats.

## Diskografi
Album (div. artister)
- 2007 – American Idol Season 6: Greatest Hits

EPs
- 2007 – Sanjaya Malakar
- 2009 – Dancing to the Music in My Head
- 2011 – Life ~ Love ~ Music

Singlar
- 2007 – "Ain't No Mountain High Enough"
- 2007 – "You Really Got Me"
- 2007 – "Bathwater"
- 2007 – "Cheek to Cheek"
- 2007 – "Bésame Mucho"
- 2007 – "Something to Talk About"
- 2011 – "Tempted"